# Нечипуренко Сергій Васильович
Нечипуренко Сергій Васильович (1 січня 1910 — 2 березня 1943) — радянський військовик, учасник Другої світової війни, Герой Радянського Союзу (1943), один з широнінців.

## Біографія
Народився 1 січня 1910 року  в родині селянина. Українець.
Жив у місті Харкові. Освіта середня.

## Військова служба
Строкову службу проходив на Чорноморському флоті з 1930 по 1933 роки.
Восени 1941 року сержант Нечепуренко був призваний з запасу в 71-у окрему морську стрілецьку бригаду, яка у складі 1-ї ударної армії брала участь у контрнаступі під Москвою в грудні 1941 року.
Гвардії старший сержант Нечипуренко став командиром відділення 1-го взводу 8-ї роти 78-го гвардійского стрелкового полку.
З січня по березень 1943 року года гвардії старшина Нечипуренко брав участь у Острогозько-Россошанській, Воронезько-Касторненській і Харківській операціях, в ході яких брав участь у визволенні селищ Селявне, Реп'євка та міста Старий Оскол. У лютому 1943 року брав участь в боях за Харків.

## Подвиг
У лютому 1943 року німецькому командуванню вдалося створити на Харківському напрямку Воронезького фронту значну перевагу в живій силі і техніці і перейти в наступ з метою оточення радянських військ в районі Валки — Харків. 25-та гвардійська стрілкова дивізія терміново перекинута на рубіж Таранівка — Зміїв.
Стрілковому взводу 78-го гвардійського стрілкового полка під командуванням лейтенанта Широніна, у складі якого було відділення гвардії старшини Нечипуренка, було доручено захищати залізничний переїзд на шосе Харків — Лозова у станції Безпалівка на південній окраїні села Таранівка.
2 березня 1943 року після авіаційного бомбардування і артилерійської підготовки позиції взводу лейтенанта Широнина атакували більше батальйону піхоти противника при підтримці 30 одиниць бойової техніки (танків, САУ, бронетранспортерів).
Протягом 5 діб широнинці утримували позиції, знищівши 16 танків і біля сотні солдат противника. 2 танка підбив гвардії старшина Нечипуренко, який замінив розрахунок 45-мм протитанковой пушки, який загинув.
У цьому бою гвардії старшина Нечипуренко загинув.
Указом Президіуму Верховної Ради СРСР від 18 травня 1943 року за зразкове виконання бойових завдань командування і проявлені при цьому мужність і героїзм гвардії старшині Нечипуренку Сергію Васильовичу присвоєно звання Героя Радянського Союзу (посмертно).
Похований в братській могилі в селі Таранівка.

## Вшанування пам'яті
- Всі 25 бійців взводу, у тому числі Сергій Васильович Нечипуренко, були удостоєні звання Героя Радянського Союзу. У селі Таранівка споруджено пам'ятник.
- У Костанайській області іменем Нечипуренко були названі вулиці в селищах Бускуль і Карабалик, школа в Карабалицькому районі[4].